# JT Marvelous 2013-2014
Questa voce raccoglie le informazioni riguardanti le JT Marvelous nella stagione 2013-2014.

## Stagione
La stagione 2013-2014 è la sedicesima in massima serie per le JT Marvelous. Rispetto alla stagione precedente, la rosa della squadra subisce un notevole cambiamento, soprattutto in seguito al ritiro di giocatrici importanti come le ex nazionali Ai Ōtomo, Chie Yoshizawa e Masami Taniguchi, nel frattempo entrata a far parte dell'organigramma societario nel ruolo di portavoce del club, oltre che della bulgara Eva Janeva, ritornata al Racing Club de Cannes. Ad inizio stagione sono due i volti nuovi: la palleggiatrice Naoko Hashimoto, rientrata dopo un'esperienza all'estero, e la turca Dilara Bilge; in seguito si aggiungono altri cinque acquisti a stagione in corso, tra dicembre e gennaio.
Nel primo turno di regular season le JT Marvelous collezionano ben cinque vittorie su sette incontri disputati, ma già al secondo turno, dopo la vittoria all'ottava giornata contro le Pioneer Red Wings, perdono tutte le restanti gare. Poco meglio al terzo, nel quale vincono nuovamente contro le Pioneer Red Wings e le NEC Red Rockets, prima di chiudere la stagione regolare con quattro successi e tre sconfitte nell'ultimo turno. Il totale di dodici vittorie in regular season costringe il club alla disputa del Challenge match, affrontando le Ageo Medics seconde classificate in V.Challenge League; al Memorial Gymnasium di Saitama escono sconfitte in entrambe le gare, sancendo la seconda retrocessione in serie cadetta del club.
Nelle altre competizioni nazionali le JT Marvelous non vanno oltre i quarti di finale, sconfitte in Coppa dell'Imperatrice dalle Okayama Seagulls ed al Torneo Kurowashiki dall'Hitachi Rivale.
Tra le giocatrice si distingue particolarmente Mai Okumura, insignita dei premi di miglior esordiente e miglior muro della V.Premier League.

## Organigramma societario
Area direttiva
- Presidente: Yasuo Niwa
- Portavoce: Masami Taniguchi

Area tecnica
- Allenatore: Kou Ozaki
- Assistente allenatore: Yoshiaki Tanyama, Tsutomu Kitahara
- Preparatore atletico: Shuji Tanaka

## Rosa
| N° | Nome             | Ruolo | Data di nascita   | Nazionalità sportiva |
| -- | ---------------- | ----- | ----------------- | -------------------- |
| 1  | Aika Akutagawa   | C     | 3 aprile 1991     | Giappone             |
| 2  | Masami Takahashi | S     | 18 febbraio 1991  | Giappone             |
| 3  | Mai Okumura      | C     | 31 ottobre 1990   | Giappone             |
| 4  | Ayumi Nakamura   | S/O   | 29 agosto 1990    | Giappone             |
| 5  | Ai Inden         | S     | 3 aprile 1987     | Giappone             |
| 6  | Chiemi Chiba     | S     | 24 settembre 1987 | Giappone             |
| 7  | Kaname Yamaguchi | P     | 6 novembre 1989   | Giappone             |
| 8  | Dilara Bilge     | S/O   | 20 agosto 1990    | Turchia              |
| 9  | Yuki Ishikawa    | C     | 26 aprile 1987    | Giappone             |
| 10 | Kotoe Inoue      | L     | 15 febbraio 1990  | Giappone             |
| 11 | Aya Kamiyashiki  | S     | 27 luglio 1988    | Giappone             |
| 12 | Miki Ishii       | S     | 7 novembre 1989   | Giappone             |
| 13 | Chiaki Yokoe     | L     | 26 giugno 1989    | Giappone             |
| 14 | Chihiro Usui     | L     | 15 aprile 1992    | Giappone             |
| 15 | Kozue Hayasaka   | C     | 22 novembre 1988  | Giappone             |
| 16 | Naoko Hashimoto  | P     | 11 luglio 1984    | Giappone             |
| 17 | Misaki Tanaka    | P     | 28 dicembre 1991  | Giappone             |
| 18 | Yumi Terai       | C     | 31 marzo 1992     | Giappone             |
| 19 | Anna Ogawa       | C     | 6 ottobre 1995    | Giappone             |
| 20 | Yuka Kanasugi    | S     | 16 giugno 1995    | Giappone             |
| 21 | Mizuki Tanaka    | S     | 28 gennaio 1996   | Giappone             |

## Mercato
| Acquisti | Acquisti        | Acquisti               | Acquisti   |
| R.       | Nome            | da                     | Modalità   |
| -------- | --------------- | ---------------------- | ---------- |
| P        | Misaki Tanaka   | Kaetsu University      | definitivo |
| P        | Naoko Hashimoto | Volero Zurigo          | definitivo |
| S/O      | Dilara Bilge    | Bursa BB               | definitivo |
| C        | Yumi Terai      | Kaetsu University      | definitivo |
| C        | Anna Ogawa      | ?                      | definitivo |
| S        | Yuka Kanasugi   | Liceo Hachiouji Jissen | definitivo |
| S        | Mizuki Tanaka   | Liceo Kyushubunka      | definitivo |

| Cessioni | Cessioni         | Cessioni  | Cessioni   |
| R.       | Nome             | a         | Modalità   |
| -------- | ---------------- | --------- | ---------- |
| S/O      | Masami Taniguchi | -         | ritirata   |
| C        | Ai Ōtomo         | -         | ritirata   |
| S        | Chie Yoshizawa   | -         | ritirata   |
| S        | Eva Janeva       | RC Cannes | definitivo |
| S        | Keiki Nishiyama  | -         | ritirata   |

## Risultati

### V.Premier League

#### Regular season

##### 1º turno
| 1ª giornata - 30 novembre 2013 ?, ? | Toyota Queenseis  | 1 - 3 | JT Marvelous      | 25-22, 21-25, 23-25, 13-25        |
| 2ª giornata - 1º dicembre 2013 ?, ? | Toray Arrows      | 2 - 3 | JT Marvelous      | 19-25, 30-28, 33-31, 20-25, 12-15 |
| 3ª giornata - 7 dicembre 2013 ?, ?  | JT Marvelous      | 3 - 2 | Pioneer Red Wings | 23-25, 25-21, 25-18, 21-25, 15-11 |
| 4ª giornata - 8 dicembre 2013 ?, ?  | JT Marvelous      | 3 - 2 | Hitachi Rivale    | 25-21, 20-25, 22-25, 25-20, 15-11 |
| 5ª giornata - 21 novembre 2013 ?, ? | Okayama Seagulls  | 3 - 0 | JT Marvelous      | 25-22, 25-21, 25-19               |
| 6ª giornata - 22 dicembre 2013 ?, ? | Hisamitsu Springs | 2 - 3 | JT Marvelous      | 25-22, 18-25, 25-15, 21-25, 14-16 |
| 7ª giornata - 11 gennaio 2014 ?, ?  | JT Marvelous      | 2 - 3 | NEC Red Rockets   | 18-25, 29-27, 18-25, 26-24, 9-15  |

##### 2º turno
| 8ª giornata - 12 gennaio 2014 ?, ?   | JT Marvelous      | 3 - 1 | Pioneer Red Wings | 20-25, 28-26, 25-13, 25-19       |
| 9ª giornata - 18 gennaio 2014 ?, ?   | Toyota Queenseis  | 3 - 1 | JT Marvelous      | 25-18, 27-25, 22-25, 25-18       |
| 10ª giornata - 19 gennaio 2014 ?, ?  | Okayama Seagulls  | 3 - 0 | JT Marvelous      | 25-21, 25-14, 28-26              |
| 11ª giornata - 25 gennaio 2014 ?, ?  | Hisamitsu Springs | 3 - 0 | JT Marvelous      | 25-21, 25-18, 25-19              |
| 12ª giornata - 26 gennaio 2014 ?, ?  | JT Marvelous      | 2 - 3 | Hitachi Rivale    | 23-25, 25-17, 25-20, 23-25, 9-15 |
| 13ª giornata - 1º febbraio 2014 ?, ? | NEC Red Rockets   | 3 - 1 | JT Marvelous      | 25-13, 23-25, 25-23, 25-21       |
| 14ª giornata - 2 febbraio 2014 ?, ?  | Toray Arrows      | 3 - 1 | JT Marvelous      | 25-20, 20-25, 25-18, 25-17       |

##### 3º turno
| 15ª giornata - 8 febbraio 2014 ?, ?  | JT Marvelous      | 0 - 3 | Okayama Seagulls | 22-25, 20-25, 25-27               |
| 16ª giornata - 9 febbraio 2014 ?, ?  | JT Marvelous      | 1 - 3 | Toyota Queenseis | 16-25, 24-26, 25-21, 19-25        |
| 17ª giornata - 15 febbraio 2014 ?, ? | Hisamitsu Springs | 3 - 0 | JT Marvelous     | 25-17, 25-19, 25-21               |
| 18ª giornata - 16 febbraio 2014 ?, ? | JT Marvelous      | 0 - 3 | Hitachi Rivale   | 17-25, 19-25, 15-25               |
| 19ª giornata - 22 febbraio 2014 ?, ? | Toray Arrows      | 3 - 2 | JT Marvelous     | 25-18, 21-25, 25-21, 14-25, 15-11 |
| 20ª giornata - 23 febbraio 2014 ?, ? | Pioneer Red Wings | 2 - 3 | JT Marvelous     | 25-17, 23-25, 23-25, 28-26, 13-15 |
| 21ª giornata - 1º marzo 2014 ?, ?    | NEC Red Rockets   | 1 - 3 | JT Marvelous     | 20-25, 29-27, 22-25, 14-25        |

##### 4º turno
| 22ª giornata - 2 marzo 2014 ?, ?  | Okayama Seagulls  | 2 - 3 | JT Marvelous      | 25-23, 23-25, 25-21, 18-25, 13-15 |
| 23ª giornata - 8 marzo 2014 ?, ?  | JT Marvelous      | 3 - 1 | Toray Arrows      | 25-23, 25-22, 25-27, 25-22        |
| 24ª giornata - 9 marzo 2014 ?, ?  | JT Marvelous      | 1 - 3 | Hitachi Rivale    | 16-25, 25-23, 20-25, 17-25        |
| 25ª giornata - 15 marzo 2014 ?, ? | NEC Red Rockets   | 1 - 3 | JT Marvelous      | 25-27, 25-17, 26-28, 17-25        |
| 26ª giornata - 16 marzo 2014 ?, ? | Toyota Queenseis  | 3 - 0 | JT Marvelous      | 25-23, 25-22, 25-21               |
| 27ª giornata - 21 marzo 2014 ?, ? | JT Marvelous      | 3 - 0 | Pioneer Red Wings | 25-16, 25-23, 25-22               |
| 28ª giornata - 22 marzo 2014 ?, ? | Hisamitsu Springs | 3 - 2 | JT Marvelous      | 25-17, 16-25, 25-20, 15-25, 15-7  |

##### Challenge match
| Gara 1 - 5 aprile 2014 Memorial Gymnasium, Saitama | JT Marvelous | 2 - 3 | Ageo Medics | 25-13, 19-25, 25-17, 24-26, 10-15 |
| Gara 2 - 6 aprile 2014 Memorial Gymnasium, Saitama | JT Marvelous | 1 - 3 | Ageo Medics | 22-25, 25-27, 25-15, 17-25        |

### Coppa dell'Imperatrice

#### Fase ad eliminazione diretta
| Secondo turno - 12 dicembre 2013 Tokyo Metropolitan Gymnasium, Tokyo    | JT Marvelous     | 3 - 2 | Denso Airybees | 22-25, 25-18, 19-25, 25-20, 15-12 |
| Quarti di finale - 13 dicembre 2013 Tokyo Metropolitan Gymnasium, Tokyo | Okayama Seagulls | 3 - 0 | JT Marvelous   | 25-18, 25-18, 26-24               |

### Torneo Kurowashiki

#### Fase ad gironi
| Gara ? - ? maggio 2014 ?, ? | Toyota Queenseis | 3 - 1 | JT Marvelous |  |
| Gara ? - ? maggio 2014 ?, ? | JT Marvelous     | 3 - 1 | Ageo Medics  |  |
| Gara ? - ? maggio 2014 ?, ? | JT Marvelous     | 3 - 0 | Tokyo joshi  |  |

#### Fase ad eliminazione diretta
| Quarti di finale - 4 maggio 2014 Osaka Prefectural Gymnasium, Osaka | JT Marvelous | 2 - 3 | Hitachi Rivale | 25-20, 14-25, 17-25, 25-22, 7-15 |

## Statistiche

### Statistiche di squadra
| Competizione           | Punti | In casa | In casa | In casa | In trasferta | In trasferta | In trasferta | Campo neutro | Campo neutro | Campo neutro | Totale | Totale | Totale |
| Competizione           | Punti | G       | V       | P       | G            | V            | P            | G            | V            | P            | G      | V      | P      |
| ---------------------- | ----- | ------- | ------- | ------- | ------------ | ------------ | ------------ | ------------ | ------------ | ------------ | ------ | ------ | ------ |
| V.Premier League       | 24    | ?       | ?       | ?       | ?            | ?            | ?            | ?            | ?            | ?            | 28     | 12     | 16     |
| Coppa dell'Imperatrice | -     | -       | -       | -       | -            | -            | -            | 2            | 1            | 1            | 2      | 1      | 1      |
| Torneo Kurowashiki     | -     | -       | -       | -       | -            | -            | -            | 4            | 2            | 2            | 4      | 2      | 2      |
| Totale                 | -     | ?       | ?       | ?       | ?            | ?            | ?            | 6            | 3            | 3            | 34     | 15     | 19     |

G = partite giocate; V = partite vinte; P = partite perse

### Statistiche dei giocatori
| A. Akutagawa   | ?  | ?   | ?   | ?   | ?  | Statistiche assenti | Statistiche assenti | Statistiche assenti |
| D. Bilge       | 11 | 27  | 24  | 2   | 1  | Statistiche assenti | Statistiche assenti | Statistiche assenti |
| C. Chiba       | 6  | 0   | 0   | 0   | 0  | Statistiche assenti | Statistiche assenti | Statistiche assenti |
| N. Hashimoto   | 28 | 49  | 26  | 17  | 6  | Statistiche assenti | Statistiche assenti | Statistiche assenti |
| K. Hayasaka    | 28 | 148 | 113 | 25  | 10 | Statistiche assenti | Statistiche assenti | Statistiche assenti |
| A. Inden       | 8  | 13  | 12  | 1   | 0  | Statistiche assenti | Statistiche assenti | Statistiche assenti |
| K. Inoue       | 4  | 0   | 0   | 0   | 0  | Statistiche assenti | Statistiche assenti | Statistiche assenti |
| M. Ishii       | 2  | 23  | 19  | 3   | 1  | Statistiche assenti | Statistiche assenti | Statistiche assenti |
| Y. Ishikawa    | 28 | 354 | 290 | 48  | 16 | Statistiche assenti | Statistiche assenti | Statistiche assenti |
| A. Kamiyashiki | 2  | 0   | 0   | 0   | 0  | Statistiche assenti | Statistiche assenti | Statistiche assenti |
| Y. Kanasugi    | 4  | 0   | 0   | 0   | 0  | Statistiche assenti | Statistiche assenti | Statistiche assenti |
| A. Nakamura    | ?  | ?   | ?   | ?   | ?  | Statistiche assenti | Statistiche assenti | Statistiche assenti |
| M. Okumura     | 28 | 390 | 306 | 106 | 1  | Statistiche assenti | Statistiche assenti | Statistiche assenti |
| A. Ogawa       | 0  | 0   | 0   | 0   | 0  | Statistiche assenti | Statistiche assenti | Statistiche assenti |
| M. Takahashi   | 2  | 35  | 28  | 4   | 3  | Statistiche assenti | Statistiche assenti | Statistiche assenti |
| Mis. Tanaka    | 12 | 0   | 0   | 0   | 0  | Statistiche assenti | Statistiche assenti | Statistiche assenti |
| Miz. Tanaka    | 12 | 103 | 96  | 2   | 5  | Statistiche assenti | Statistiche assenti | Statistiche assenti |
| Y. Terai       | 16 | 21  | 19  | 2   | 0  | Statistiche assenti | Statistiche assenti | Statistiche assenti |
| C. Usui        | 2  | 0   | 0   | 0   | 0  | Statistiche assenti | Statistiche assenti | Statistiche assenti |
| K. Yamaguchi   | 2  | 4   | 2   | 1   | 1  | Statistiche assenti | Statistiche assenti | Statistiche assenti |
| C. Yokoe       | 26 | 0   | 0   | 0   | 0  | Statistiche assenti | Statistiche assenti | Statistiche assenti |

P = presenze; PT = punti totali; AV = attacchi vincenti; MV = muri vincenti; BV = battute vincenti

NB: Nelle statistiche non sono compresi i dati relativi al Challenge match.